# Abbaye de Hocht
L'abbaye Sainte-Agathe de Hocht ou plus simplement abbaye de Hocht, situé au lieu-dit Hocht, à l’est de Lanaken, en Belgique, était un monastère cistercien fondé en 1182. Cinquante ans plus tard environ, il est devenu abbaye de moniales cisterciennes.
Cette abbaye s'est sécularisée au fil des siècles pour devenir un simple couvent pour dames nobles. Les critères d'admission sont devenus progressivement de plus en plus stricts. Mais le caractère monastique (vœux de pauvreté, célibat, clôture) s'est délité au fil du temps, si bien qu'en 1623 un mur fut érigé autour de l'abbaye.
Au XVIIIe siècle, l'abbaye prend possession de la seigneurie de Neerharen ainsi que des droits sur de nombreuses paroisses.
L'abbaye fut plusieurs fois occupée par des armes étrangères, comme en 1748, quand les troupes françaises firent le siège de Maastricht. Le couvent-abbaye fut supprimé à la Révolution française. Son palais abbatial est connu aujourd'hui comme étant le château de Hocht. L'ensemble du domaine est classé au patrimoine national de Belgique et protégé.

## Géographie
L'abbaye de Hocht est située au lieu-dit Hocht, en Belgique, à l’est de Lanaken et plus précisément à 24 km au nord-est de Tongres, dans la Province de Limbourg. Hocht se trouve sur la rive gauche de la Meuse. Les conditions extrêmement difficiles d’exploitation du domaine obligent les moines à le quitter prématurément. Ils traversent alors la Meuse pour s’établir près d’Aubel, localité du comté de Dalhem, dans une vallée de la Berwinne, et y fondent une autre abbaye en 1216.

## Histoire

### Fondation et premiers siècles
L’abbaye de Clairvaux, alors dirigée par Saint Bernard, fonde l’abbaye d'Eberbach (au diocèse de Mayence, en Allemagne) en 1131. Plus tard, l'abbaye d'Eberbach envoie des moines occuper un domaine offert par Thierry (Theodoricus) de Lanaken, seigneur de Pietersheim. L’an 1182 est traditionnellement considéré comme la date de fondation de cette abbaye de Hocht, fille par conséquent de l'abbaye de Clairvaux. L’abbaye prend le nom de sainte-Agathe, un fait rare étant donné que les abbayes cisterciennes sont toutes consacrées à Notre-Dame. Neuf abbés s’y succèdent.
Les moines quittent le domaine et s’établissent près d’Aubel (comté de Dalhem) dans une vallée de la Berwinne, pour fonder l'abbaye de Val-Dieu en 1216. L’évêque de Liège, Hugues de Pierrepont, envoie en 1217 des religieuses du Saint-Sauveur (d’Aix-la-Chapelle) qui, à Hocht, remplacent les moines. À une date inconnue, les religieuses adoptent la règle de Cîteaux et deviennent moniales cisterciennes. Au début du XIIIe siècle, le bienheureux Charles de Seyne (abbé de Villers de 1197 à 1209) y est quelque temps leur chapelain, après avoir démissionné de sa charge à Villers.

### Décadence

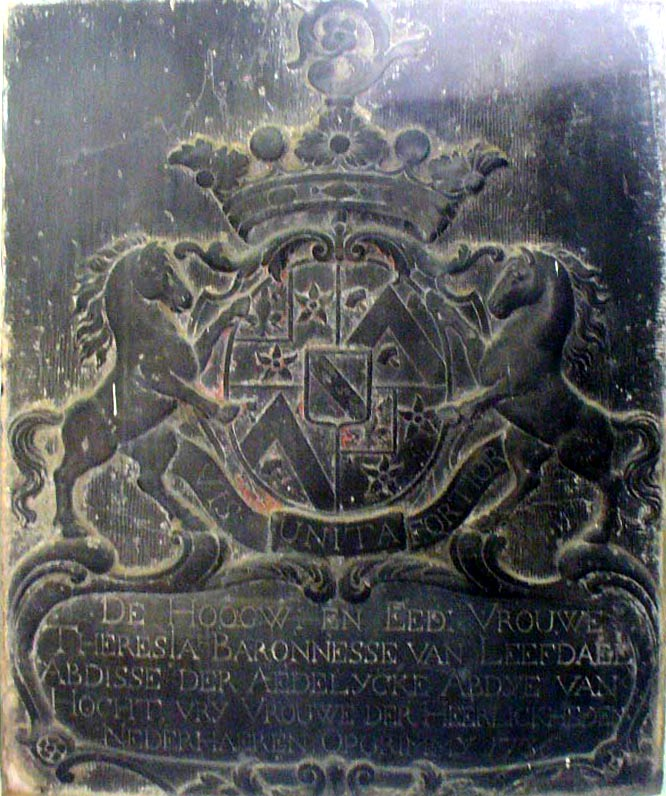
Pierre tombale de Thérèse de Leefdael, dernière abbesse

Le monastère de moniales se sécularise au fil des siècles et comme beaucoup d’autres, devient un simple couvent pour dames nobles. Les admissions se font au constat de quartiers de noblesse et les critères sont de plus en plus stricts. Ainsi à partir d’Aleyde de Merode, abbesse de 1574 à 1577, les candidates doivent faire preuve de huit quartiers de noblesse.  Les vœux de pauvreté et célibat n’y sont plus guère respectés. Les dames peuvent quitter l’abbaye et se marier. En 1623, sur ordre de l’abbé général de Cîteaux, un mur est érigé tout autour de l’abbaye  pour empêcher les visites des hommes. 
En 1708, l’abbesse Marie-Ursule de Minckwitz obtient la seigneurie de Neerharen dont la dîme revenait déjà à l’abbaye. Comme ‘Dame de Neerharen’, l’abbesse, obtient des droits également sur les paroisses de Membruggen, Opgrimbie, Rekem et Grote-Spouwen.  Droits et privilèges s’étendent dans de nombreuses paroisses du Limbourg, de Hesbaye et du pays de Meuse. 
L'abbaye est plusieurs fois occupée par des armes étrangères. Ainsi elle sert de quartier général au maréchal Maurice de Saxe lors du siège de Maastricht de 1748 par les troupes françaises qu’il commande. Le 7 mai de cette année, la capitulation de Maastricht est signée à Hocht. 
La baronne Thérèse de Leefdael est la dernière abbesse de Hocht. Elle dirige l’abbaye de 1734 à 1773. Sa pierre tombale se trouve dans l’église de Neerharen. L’imposant portail d’entrée surmonté de son écusson - ultime addition au domaine - est son œuvre.  

### XIXesiècle
En 1773, le couvent-abbaye est fermé. Les bâtiments servent de hangar à marchandises et passent entre les mains de divers propriétaires. Le 12 avril 1797, l'abbaye est vendue au sieur Kaison de Verviers, qui la transforme en château. Aujourd’hui le palais abbatial (ou château de Hocht), la ferme et le domaine sont propriétés privées et ne sont pas accessibles aux visiteurs. L’ensemble est classé au patrimoine national de Belgique et protégé.

## Éléments d'architecture

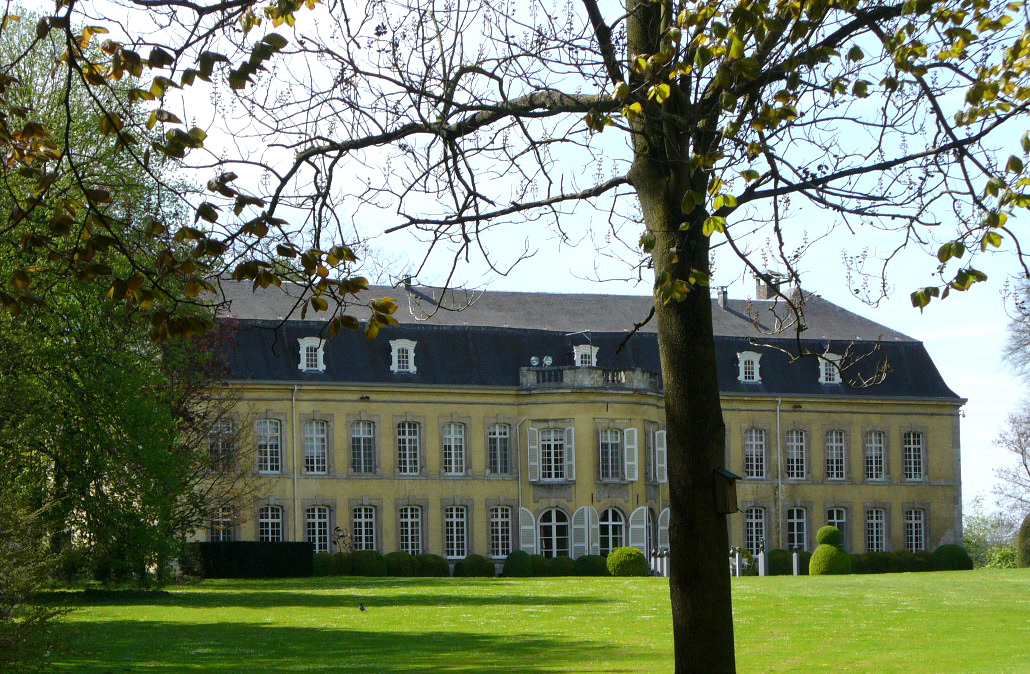
Palais abbatial (Château de Hocht)

- Le palais abbatial (XVIIIe siècle) est un immeuble classique long de 52 mètres, comptant sur sa façade principale quelque 55 fenêtres. Œuvre de la dernière abbesse de Hocht, Thérèse de Leefdael, il est connu aujourd’hui comme ‘château de Hocht’. Relevant du domaine privé il ne se visite pas.
- Le portail monumental, de style renaissance, est construit en pierre de Namur ; son toit mansardé est recouvert d’ardoises. Il est également œuvre de Thérèse de Leefdael qui fut abbesse de 1734 à la fermeture de l’abbaye en 1773. Il servait également de colombier. Une splendide drève bordée de platanes y conduit.
- La résidence du chapelain, datant de 1722, fut construite par l’abbesse Claire-Scolastique de Warnant.
- Le moulin à eau date de 1603. C’est sans doute le plus ancien bâtiment de l’ensemble.
- Les ruines de l’église gothique (XIIIe et XIVe siècles), effondrée. L’église de Wiemesmeer, dans la commune de Zutendaal, est construite comme réplique exacte de l’abbatiale de Hocht.
- La ferme de l’abbaye date de 1775. Endommagée durant la Seconde Guerre mondiale elle fut restaurée et resta en exploitation agricole jusqu’en 2007.